# Aeroporto de Frutal
O Aeroporto de Frutal - Risoleta Guimarães Tolentino Neves (ICAO:SNFU) é um aeroporto no município de Frutal, em Minas Gerais. Situa- se nas Coordenadas : Latitude: 20º 00’33” S / Longitude: 48º 56’ 17” W. Localizado na ligação 732 Anel Viário no Trecho de ligação das Rod.BR 364 e MG 255, fica a 7 km do centro da cidade. Possui uma pista com 1.320 m de extensão x 30 m de largura e a resistência de seu pavimento é 15/F/C/Y/T

## Movimento
O movimento do aeródromo constitui-se de aeronaves particulares e táxis- aéreos , entre monomotores, bimotores e jatos executivos, também é usado como base para a  aviação agrícola na região no cultivo da cana-de-açúcar.

## Outras informações
Telefone Público
Saguão
Estacionamento para veículos.
Balizamento Noturno.
Biruta iluminada.
Elevação do aeródromo: 541m.
Classe de operação da pista: VFR Diurna e Noturna ( Encontra-se em processo de homologação noturna). 
Resistência: 15/F/C/Y/T
Pátio de embarque e desembarque: Área 4.000m²
Natureza da Superfície: ASPH 15/F/C/Y/T
Farol Rotativo de Aeródromo: Luz verde e branca
Indicador de Direção de Pouso: Biruta
Luzes : laterais, cabeceira e final de pista
Fontes de Energia Elétrica: Cemig e Gerador de 45 KVA – 8 s
Frequência do Rádio: 123,45 (MHz) - Circuito de Tráfego Aéreo: Padrão 